# Wish Bank (Zona crepusculară)
Lampa fermecată (titlu original: Wish Bank) este al doilea segment al celui de-al patrulea episod al sezonului I al serialului Zona crepusculară din 1985. Este regizat de Rick Friedberg după un scenariu de Michael Cassutt

## Introducere
Nicio introducere narativă.

## Prezentare
Două femei se plimbă de-a lungul unor mese dintr-o curte unde se vindeau vechituri. Ele găsesc o lampă și glumesc considerând că aceasta este o lampă fermecată care îndeplinește dorințe. Lampa este exact acest lucru și, după ce este frecată de una din cele două femei, cea proaspăt divorțată, aceasta ajunge în fața unui funcționar în sediul unei firme fantastice. Funcționarul îi spune că într-adevăr are trei dorințe, dar că există și o dorință care le poate anula pe celelalte. Prima ei dorință e să aibă un milion de dolari, a doua să fie mai tânără cu zece ani și ultima ca fostul ei soț să sufere o disfuncționalitate sexuală temporară. Cu toate acestea, stând o zi întreagă la coadă pentru a-i fi aprobate dorințele și fiind informată că îi mai trebuie un formular, se enervează și își dorește să nu fi văzut niciodată aceea lampă. În scena următoare, cele două femei trec prin fața mesei unde se afla lampa fără ca s-o observe.

## Concluzie
Nicio concluzie narativă.

## Comentarii
Acest episod a fost proiectat să dureze doar 10 minute, fiind unul dintre cele mai scurte dintre episoadele/segmentele serialului. De aceea nu conține nicio introducere sau concluzie finală narativă. A fost produs cu scopul de a uni segmentele Little Boy Lost și Nightcrawlers într-un singur episod .

## Distribuție
- Dee Wallace ca Janice Hammond
- Julie Carmen ca Mary Ellen Bradshaw
- Peter Land ca Mr. Brent
- Harvey Vernon ca Willoughby
- Julie Payne ca Clerk

## Legături externe
- Wish Bank — pe IMDb (engl.)
- Wish Bank — pe TV.com (engl.) Arhivat în 23 noiembrie 2012, la Wayback Machine.
- Wish Bank — pe YouTube (engl.)